# Cistovník rákosníkový
Cistovník rákosníkový (Cisticola juncidis) je malý pěvec z čeledi cistovníkovití. Je jediným evropským zástupcem této čeledi. Vyskytuje se v různých travnatých biotopech v širokém areálu rozšíření zahrnujícím Evropu, Asii a Afriku a Austrálii.

## Taxonomie
Cistovníkovití byli původně považování za součást čeledi pěnicovití, molekulární studie však potvrzují samostatnost této čeledi. Ve svém rozsáhlém areálu rozšíření tvoří 16 poddruhů, které se liší zejména v hlasových projevech.

## Popis
Jde o jednoho z nejmenších evropských ptáků, jeho tělo je dokonce menší než u králíčků. Délka od špičky zobáku po konec ocasu je 11 cm, délka křídla od ohbí po konec nejdelší ruční letky se pohybuje od 44 do 54 mm v závislosti na pohlaví, přičemž samec má křídlo v průměru delší. Boky, kostřec a zátylek mají rezavé odstíny hnědé, záda a temeno jsou černě proužkovaná. Tváře a hrdlo jsou bílé. Má poměrně krátký ocas (37–46 mm). Zobák je růžový, svrchní část je tmavší a v době hnízdění tmavne zobák celý.
Zpěv je jednotvárné "cist, cist, cist", které samec vyluzuje v letu nebo z vyvýšeného místa.

## Rozšíření a biotop
Tento druh má na největší areál rozšíření ze zástupců čeledi. Jeho areál zahrnuje čtyři kontinenty; Evropu, Asii, Afriku a Austrálii. V Evropě je rozšířen zejména ve Středomoří, v Portugalsku a Francii sahá i na sever, vyskytuje se i v Belgii a Nizozemí. Do vnitrozemské střední Evropy zaletuje jen zcela výjimečně a v České republice nebyl doposud nikdy zaznamenán.
Většina populací je stálých, ale některé populace v Evropě a na Blízkém východě jsou zřejmě částečně tažné, stejně jako v severovýchodní části areálu rozšíření. V Evropě někdy dochází k irupcím do nových oblastí, kde ale obvykle během krutějších zim opět vymizí. Někdy podniká přesuny za lepšími potravními a hnízdními příležitostmi, pokud je k tomu nucen okolnostmi.
Vyskytuje se v celé řadě typů travnatých biotopů, a to jak přirozených, tak vytvořených člověkem. Je k nalezení tedy jak na travnatých přirozených lukách a porostech vyšších rostlin, jako je třeba rákos a orobinec, tak i v polích s obilím, cukrovou třtinou nebo rýží.

## Hnízdění
Tento druh je polygynní, samec hnízdí obvykle přinejmenším se dvěma samicemi, zaznamenán byl i případ hnízdění s 11 samicemi. Hnízdo staví 2–3 dny pouze samec a za jednu sezónu jich dokáže v extrémních případech postavit až 20. Hnízdo je spletené ze stébel rostlin a jde o lahvovitou stavbu s otvorem směřujícím vzhůru. Samice do hnízda snáší 4–6 vajec, ze kterých se mláďata líhnou po 11–15 dnech. Mláďata pak obvykle krmí pouze samice, účast samce na výchově mláďat byla zaznamenána jen zřídka. V Evropě je hnízdo příležitostně parazitováno kukačkou obecnou.

## Potrava
Živí se hmyzem a dalšími bezobratlými. V Evropě loví nejčastěji kobylky. Potravu sbírá na zemi nebo nízko ve vegetaci.